# Jacopo della Quercia
Jacopo della Quercia (1364/74 – 20. října 1438), vlastním jménem Jacopo di Pietro d'Angelo di Guarnieri, někdy také nazývaný Jacopo della Fonte, byl italský renesanční sochař pocházející z okolí Sieny. Byl současníkem Brunelleschiho, Lorenza Ghibertiho a Donatella. Bývá považován za předchůdce Michelangela.

## Biografie
Jacopo di Pietro d'Angelo se narodil někdy v roce 1364 nebo 1374 (některé zdroje uvádějí i 1371) v městečku Quercia Grossa do rodiny zlatníka Piera d'Angela di Guarnieri. Právě od rodného města získal přízvisko della Quercia. Jeho otec mu poskytl vzdělání ve svém řemesle a naučil ho základům sochařské kompozice. Bratr Priamo (1438–1467) byl malířem.
V roce 1401 pobýval della Quercia ve Florencii, kde se v témže roce zúčastnil soutěže na sochařskou výzdobu dveří florentského baptisteria San Giovanni. Této soutěže se účastnilo dalších šest významných sochařů, vítězem se nakonec stal Lorenzo Ghiberti. Querciův soutěžní projekt se však nedochoval.
Kolem roku 1408 pobýval della Quercia nějakou dobu ve Ferraře, dále ale také v Miláně, Veroně či Benátkách a ke konci života střídavě žil v Sieně a Bologni. Ve správě Sieny zastával řadu významných funkcí. Roku 1420 byl zvolen jedním z priorů, kterým byl až do roku 1435. V únoru 1435 byl pak vybrán do čela stavební hutě dómu a povýšen do rytířského stavu.
Jacopo della Quercia zemřel 20. října 1438 v Sieně a je zde pochován v křížové chodbě kostela Sant´ Agostino. Jacopo della Quercia byl jedním z umělců, které zařadil Giorgio Vasari do svého díla Životy nejvýznačnějších malířů, sochařů a architektů.

## Dílo

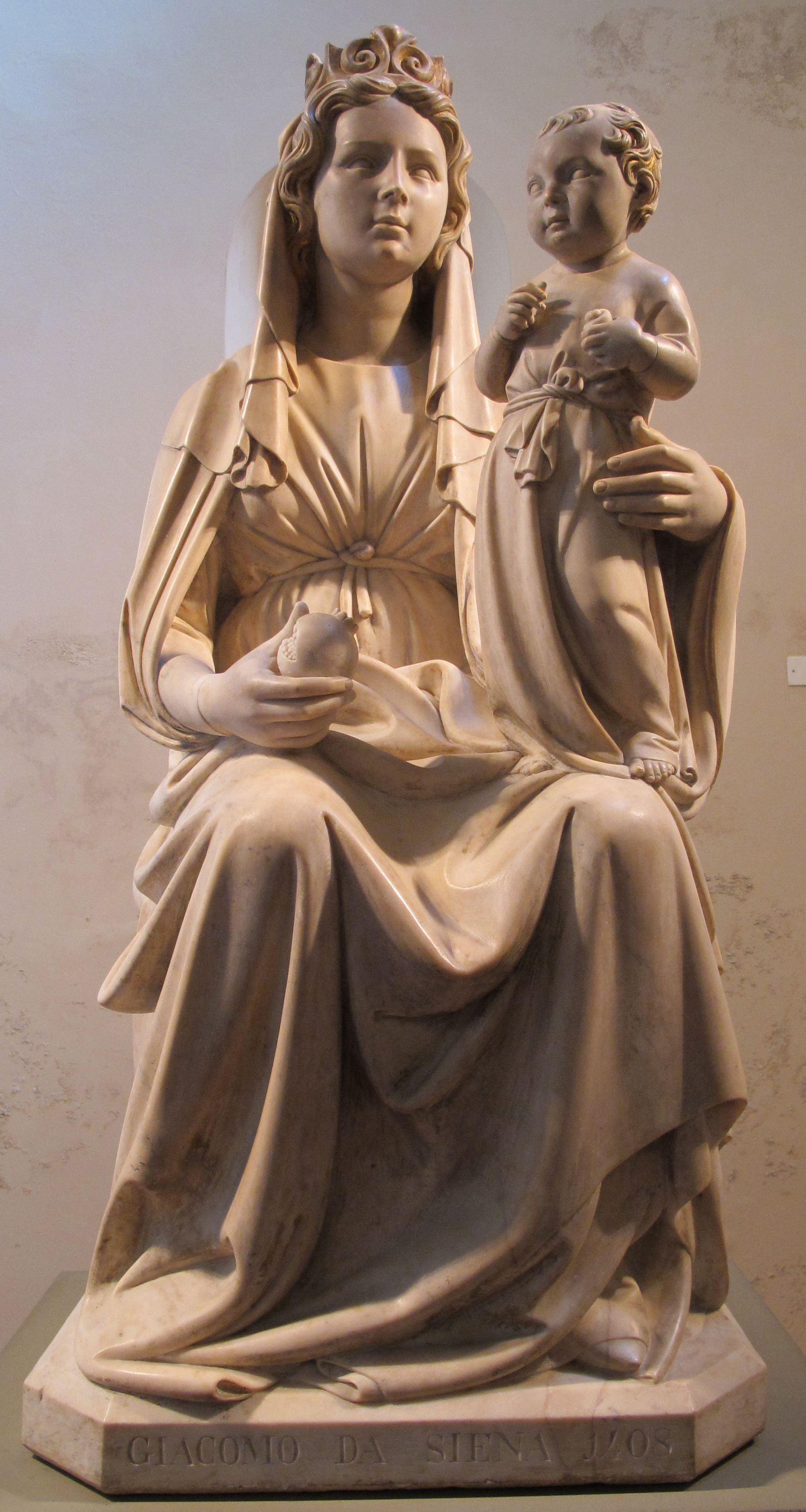
Jacopo della Quercia, Madona s granátovým jablkem 1403–1406

Svou první sochařskou zakázku získal Jacopo della Quercia již ve svých šestnácti letech. Jednalo se o jezdeckou sochu pro pomník Giovanniho d'Azza d'Ubaldiniho, kterou zpracoval ve dřevě (pro Sienský dóm, dílo nedochováno).
Brzy po dokončení zakázky odchází ze Sieny a roku 1401 je doložen ve Florencii, roku 1403 ve Ferraře, kde vytvořil mramorovou sochu Madony pro kapli Silvestri ve Ferrarské katedrále (od kaple bylo odvozeno i madonino přízvisko – Madona Silvestri) a poté v Lucce, kde vytvořil náhrobek Ilarie z Carretta (zemřela roku 1405). Ilarie z Carretta byla ženou městského pána Paola Guigniho a její náhrobek od Jacopa, vytvořený kolem roku 1406, byl určený pro kostel San Martino. Na podstavci náhrobku se nacházejí putti z mramoru nesoucí girlandy a na sarkofágu podobizna samotné Ilarie z Carretta.
V lednu 1409 uzavřel první smlouvu na fontánu Gaia, pro sienské náměstí Piazza del Campo. Podle této smlouvy měla být provedena do dvou let za odměnu 2000 zlatých florénů. Podoba smlouvy však byla několikrát upravována. Kvůli dalším zakázkám Jacopo začal pracovat až v roce 1414 a fontána byla dokončena roku 1419. Fonte Gaia měla stát na místě původní pohanské sochy Venuše, která byla stržena a zničena jako symbol moru. Fontána byla vytesána z bílého mramoru a byla zasvěcena Panně Marii, jejíž postava držící malého Ježíška se nacházela uprostřed. Panna Maria byla ze stran adorována světci a obklopena různými chrliči, které měly zvířecí podobu. Původní fontána byla nahrazena kopií z let 1856–1866 a dochované sochy originálu se nachází v Palazzo Publico v Sieně.
Roku 1421 Jacopo della Quercia vytvořil Zvěstování, složené ze dvou polychromovaných soch Panny a archanděla Gabriela, určené pro San Gimignano. Polychromování však bylo dokončeno jinými autory (například Martinem di Bartolomeem). Propracovanost Zvěstování rovnající se kvalitě jeho mramorových prací dokazuje i jeho řezbářské dovednosti. Řadu autorů tato skutečnost vedla k připisování dalších děl Jacopovi, avšak většinou se jednalo o díla jeho dílny.
V roce 1425 přijal zásadní nabídku na výzdobu hlavního portálu (Porta Magna) kostela San Petronio v Bologni. Na portálu pracoval až do své smrti roku 1438 a nachází se zde basreliéfy s výjevy ze Stvoření. Michelangelo, který roku 1494 navštívil Bolognu, přiznal, že jeho malby v Sixtinské kapli vycházely právě z těchto reliéfů.
V letech 1427–1430 se podílel na výzdobě křtitelnice pro sienské baptisterium. Toto dílo představuje jedno z komplexních děl rané renesance, vytvořené řadou umělců. Původně měl Quercia dodat také dva reliéfy, z nichž dokončil pouze jeden – Zvěstování o narození Jana Křtitele Zachariášovi. Po vzoru Donatella zde činí okolostojící lid bezprostředním účastníkem výjevu.

## Práce
- Jezdecká dřevěná socha pro pomník Giovanniho d'Azza d'Ubaldiniho (kolem roku 1400, nedochováno)
- Madona Silvestri (Madona s ježíškem, 1403) – mramor, 210 cm, ferrarská katedrála sv. Jiří
- Náhrobek Ilarie z Carretta (asi 1406) – mramor, katedrála sv. Martina v Lucce
- Fonte Gaia (1409–1419)
- Ctnost (1409–1419) – mramor, 135 cm, Palazzo Pubblico, Siena
- Naděje (1409–1419) – mramor, Palazzo Pubblico, Siena
- Rhea Sylvia (1414–1419) – mramor, 160 cm, Palazzo Pubblico, Siena
- Acca Laurentia (1414–1419) – mramor, 162 cm, Palazzo Pubblico, Siena
- Zvěstování (Panna a archanděl Gabriel, 1421) – kostel Nanebevzetí Panny Marie v San Gimignano
- Porta Magna (1425) – bazilika San Petronio, Bologna
- Křtitelnice (reliéf Zvěstování o narození Jana Křtitele Zachariášovi, 1427–1430) – baptisterium sienské katedrály Nanebevzetní Panny Marie